# Urtica echinata
Urtica echinata är en nässelväxtart som beskrevs av George Bentham. Urtica echinata ingår i släktet nässlor, och familjen nässelväxter. Inga underarter finns listade i Catalogue of Life.